# Hitzone Best of 2011
Radio 538 Hitzone Best of 2011 is een verzamelalbum. Het album, onderdeel van de serie Hitzone, werd op 11 november 2011 uitgegeven door de Nederlandse radiozender Radio 538. Radio 538 Hitzone Best of 2011 belandde op de 1e plaats in de Verzamelalbum Top 30 en wist deze positie acht weken te behouden. Het album stond tevens twee weken op de 2e plaats in de CombiAlbum Top 100.

## Nummers
| Nr. | Titel                        | Uitvoerend artiest                    | Duur |
| --- | ---------------------------- | ------------------------------------- | ---- |
| 1.  | Rolling in the Deep          | Adele                                 | 3:49 |
| 2.  | Somebody That I Used to Know | Gotye feat. Kimbra                    | 4:06 |
| 3.  | Give Me Everything           | Pitbull feat. Ne-Yo & Afrojack        | 3:49 |
| 4.  | No Mercy                     | Racoon                                | 2:44 |
| 5.  | Ik neem je mee               | Gers Pardoel                          | 3:38 |
| 6.  | Firework                     | Katy Perry                            | 3:48 |
| 7.  | Afscheid                     | Glennis Grace                         | 4:40 |
| 8.  | Danza Kuduro                 | Lucenzo feat. Don Omar                | 3:33 |
| 9.  | More                         | Usher                                 | 3:49 |
| 10. | Down & Dirty                 | Anouk                                 | 4:08 |
| 11. | Pumped Up Kicks              | Foster the People                     | 3:59 |
| 12. | Something in the Water       | Brooke Fraser                         | 3:00 |
| 13. | Tonight Tonight              | Hot Chelle Rae                        | 3:19 |
| 14. | Slave to the Music           | James Morrison                        | 3:24 |
| 15. | Plage                        | Crystal Fighters                      | 3:51 |
| 16. | Sterrenstof                  | De Jeugd van Tegenwoordig             | 3:41 |
| 17. | The Time (Dirty Bit)         | The Black Eyed Peas                   | 4:13 |
| 18. | California King Bed          | Rihanna                               | 4:12 |
| 19. | Higher                       | Taio Cruz feat. Travie McCoy          | 3:39 |
| 20. | Stereo Hearts                | Gym Class Heroes feat. Adam Levine    | 3:32 |
| 21. | Party Rock Anthem            | LMFAO feat. Lauren Bennett & GoonRock | 4:23 |

| Nr. | Titel                         | Uitvoerend artiest                              | Duur |
| --- | ----------------------------- | ----------------------------------------------- | ---- |
| 1.  | Happiness                     | Alexis Jordan                                   | 4:03 |
| 2.  | Grenade                       | Bruno Mars                                      | 3:42 |
| 3.  | Video Games                   | Lana Del Rey                                    | 4:03 |
| 4.  | Hello                         | Martin Solveig feat. Dragonette                 | 3:12 |
| 5.  | On the Floor                  | Jennifer Lopez feat. Pitbull                    | 3:51 |
| 6.  | Every Teardrop Is a Waterfall | Coldplay                                        | 4:03 |
| 7.  | Mr. Saxobeat                  | Alexandra Stan                                  | 3:15 |
| 8.  | Loca People (What the Fuck)   | Sak Noel                                        | 3:36 |
| 9.  | Price Tag                     | Jessie J                                        | 3:09 |
| 10. | Born This Way                 | Lady Gaga                                       | 4:21 |
| 11. | Kill for a Broken Heart       | Ben Saunders                                    | 3:27 |
| 12. | Sweat                         | Snoop Dogg vs. David Guetta                     | 3:16 |
| 13. | Yeah 3x                       | Chris Brown                                     | 4:01 |
| 14. | Golden Days                   | Krystl                                          | 2:51 |
| 15. | Beter                         | BLØF                                            | 3:35 |
| 16. | Not Over You                  | Gavin DeGraw                                    | 3:38 |
| 17. | Raise Your Glass              | P!nk                                            | 3:24 |
| 18. | Save the World                | Swedish House Mafia                             | 3:33 |
| 19. | Animal                        | Neon Trees                                      | 3:07 |
| 20. | Los van de grond              | Jeroen van der Boom & Leonie Meijer             | 3:24 |
| 21. | Levels                        | Avicii                                          | 3:19 |
| 22. | Ik ga hard                    | The Partysquad feat. Gers, Jayh, Adje & Reverse | 3:06 |